# UV-mos-associatie
De uv-mos-associatie (Psilolechietum lucidae) is een associatie uit het poederkorst-verbond (Chrysotrichion chlorinae). 

## Naamgeving en codering
| Lecideetum lucidae Schade ex Klem. 1950 |

- Syntaxoncode voor Nederland (rVvN): r51Aa01
- BWK-karteringscode: km

De wetenschappelijke naam Psilolechietum lucidae is afgeleid van de botanische naam van de diagnostische korstmossoort uv-mos (Psilolechia lucida).

## Fysiognomie

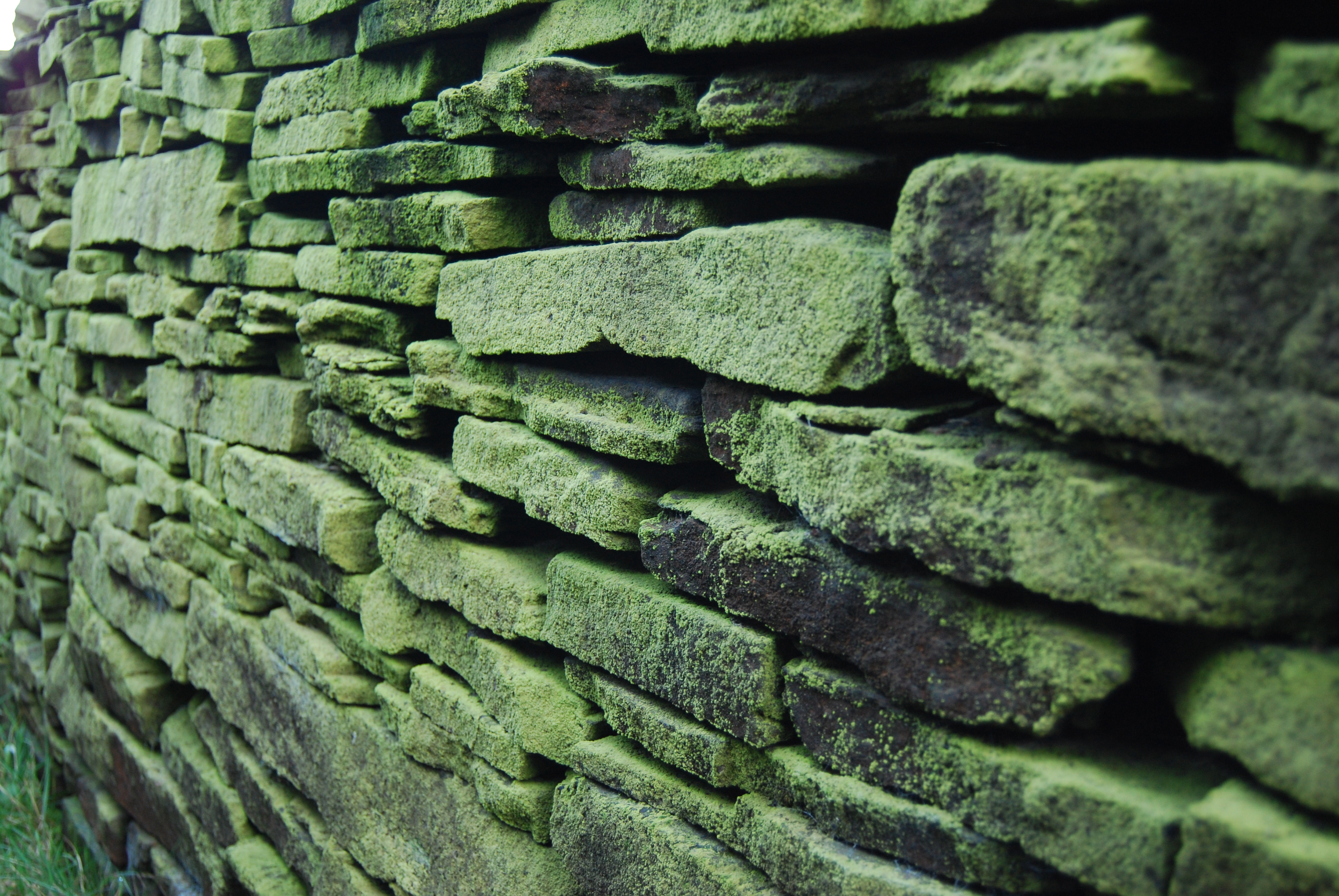
De associatie op een stapelmuur.

De uv-mos-associatie is fysiognomisch veelal duidelijk gekarakteriseerd. Het vegetatieaspect van de uv-mos-associatie wordt bepaald door de lichtgele tot geelgroene kleur van uv-mos, vaak begeleid door gewone poederkorst. De vegetatiestructuur van de uv-mos-associatie is zeer eenvoudig; het is volledig opgebouwd uit poedervormige korstmossen. De gemeenschap is veelal van nature soortenarm.

## Ecologie

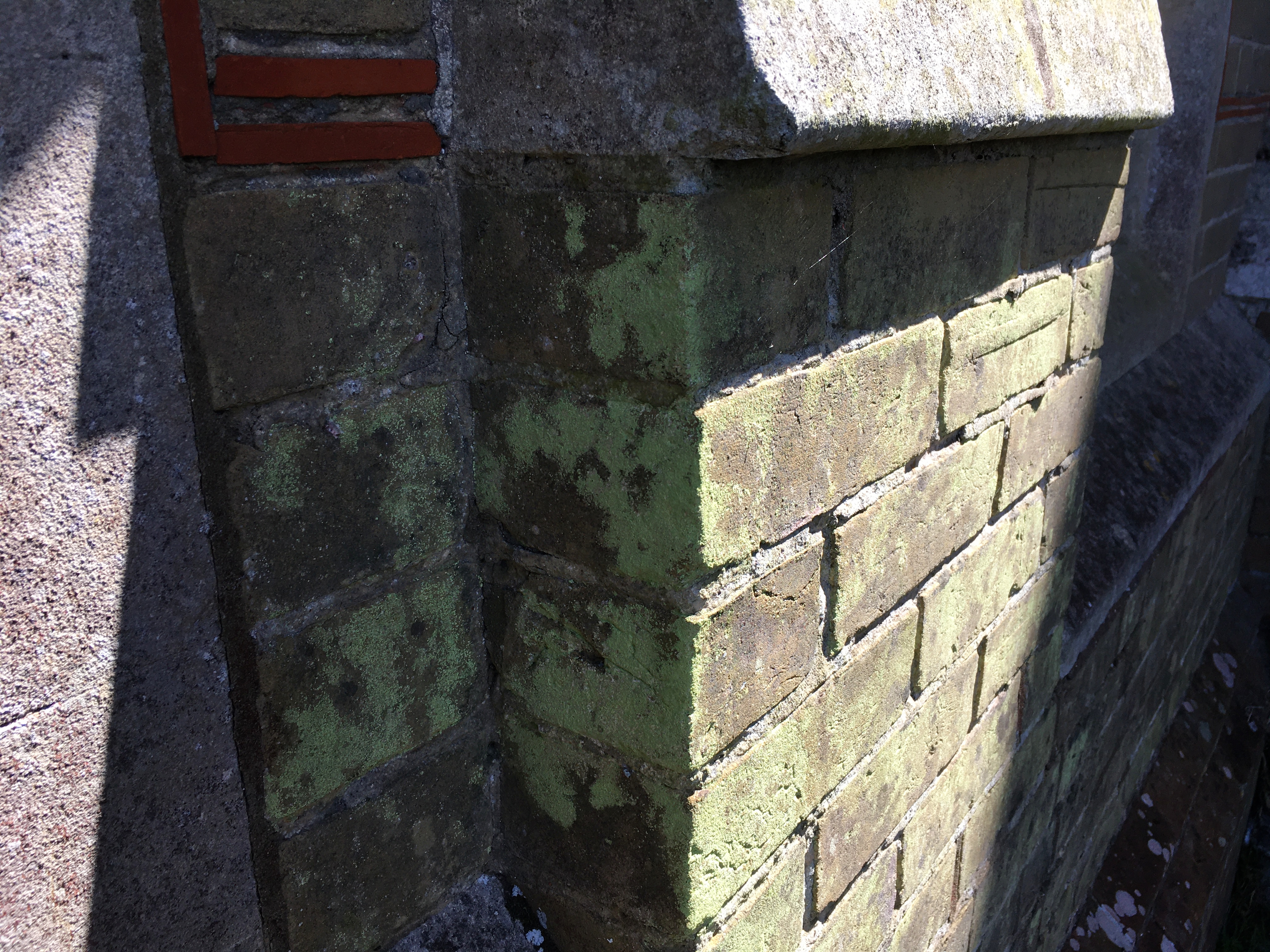
Vegetatieaspect van de uv-mos-associatie op een regenbeschutte muur van basenarme, verwerende stenen.

De uv-mos-associatie kan zich ontwikkelen op verticale tot sterk hellende oppervlakken van (enigszins) verweerde, solide maar wel 
poreuse, oligotrofe substraten met een lage pH. Meestal gaat het om stenige substraten, maar soms wordt ook bewerkt hout gekoloniseerd. Het gaat steeds om beschaduwde tot 
halfbeschaduwde standplaatsen met een hoge relatieve luchtvochtigheid. Vaak gaat het om plaatsen in de regenschaduw. Meestal zijn het relatief koele standplaatsen met een noordelijke tot oostelijke expositie.
Langsteelpruikspijkertje, een zeldzame coniocarp die parasiteert op uv-mos, vindt mogelijk een optimum in de UV-mos-associatie.

## Verspreiding
Het verspreidingsgebied van de uv-mos-associatie is bekend van Europa, maar vermoedelijk kent zij een kosmopolitische verspreiding. In Nederland en Vlaanderen is de associatie vrij algemeen. De zwaartepunten liggen alhier vooral in de stedelijke gebieden.

## Natuurbeheer
De uv-mos-associatie is een gemeenschap die het best aansluit bij de functionele natuurvisie.

## Fotogalerij

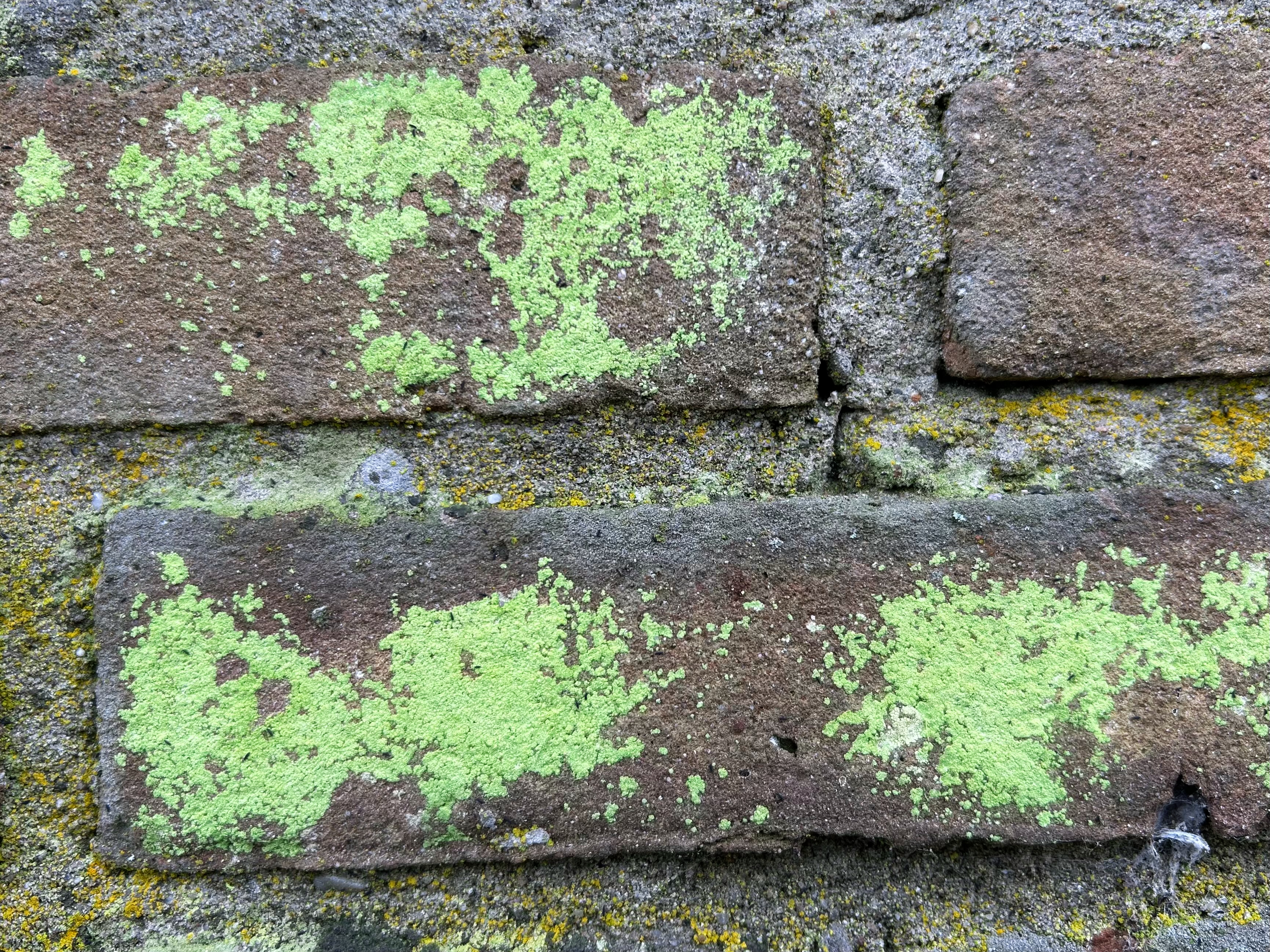
Close-up van de associatie op een oude bakstenen muur.
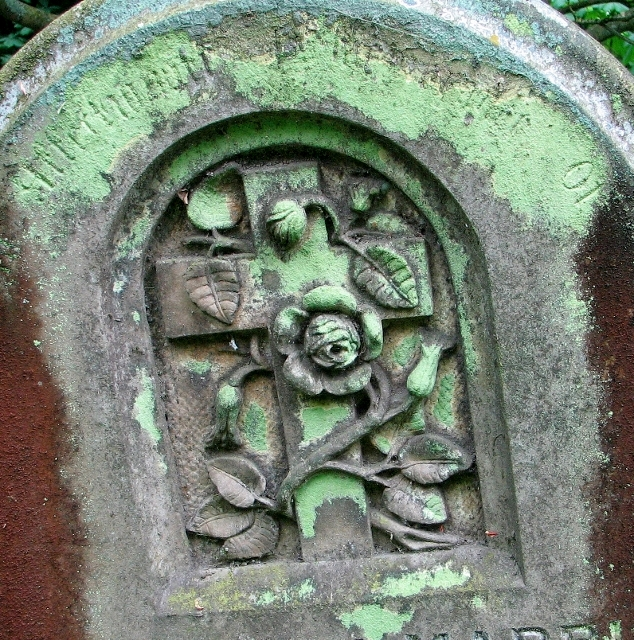
De associatie op een grafzerk.
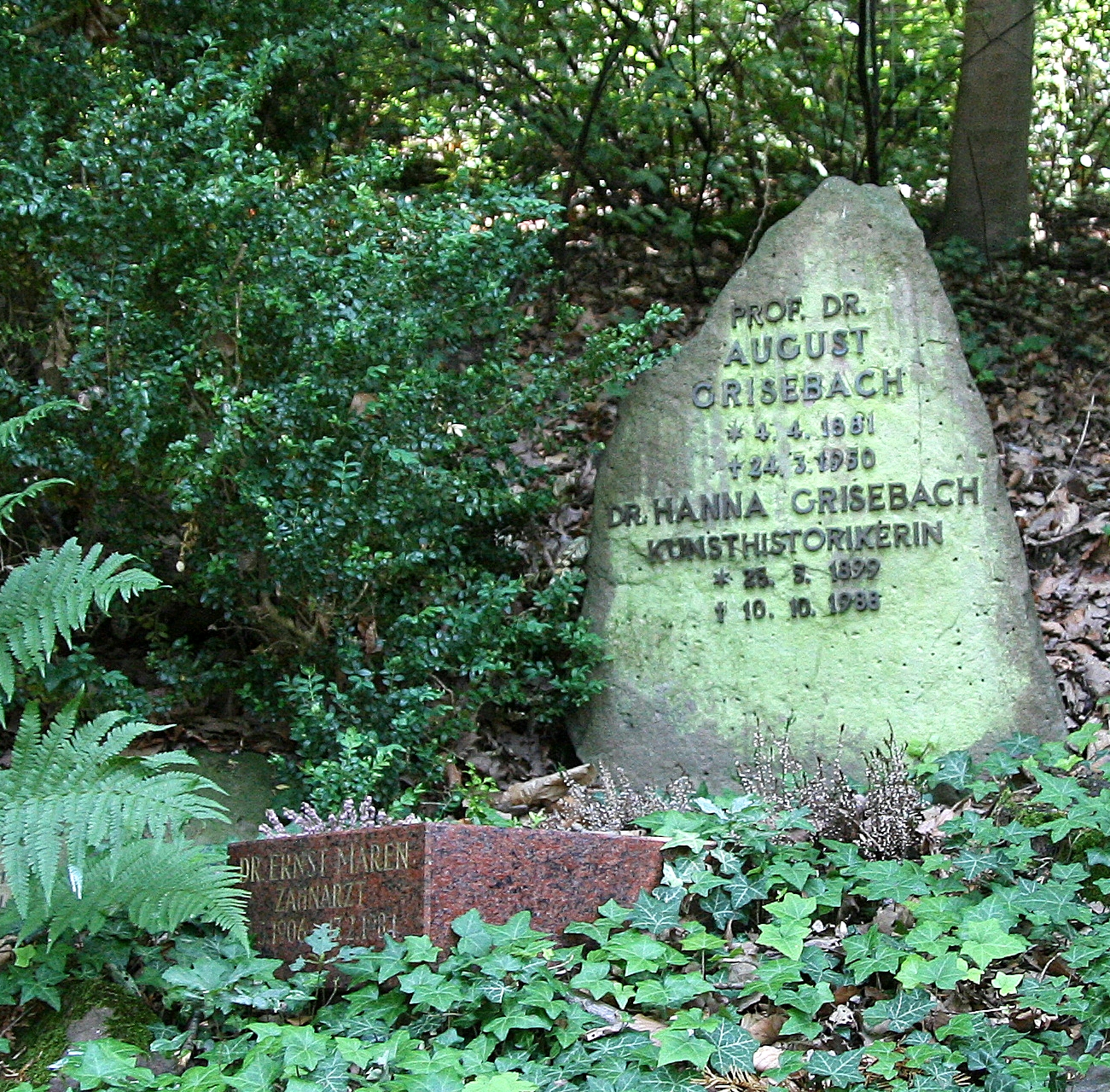
De associatie op een oude grafzerk.